# Ramechhap (stad)
Ramechhap is een dorpscommissie (Engels: village development committee, afgekort VDC; Nepalees: panchayat) in het zuidoosten van Nepal, en tevens de hoofdplaats van het gelijknamige district. De dorpscommissie telde in 2001 5412 inwoners, in 2011 nog 5222. Ze ligt op 86 kilometer ten zuidoosten van de hoofdstad Kathmandu.